# Государство Палестина на летних Олимпийских играх 2012
Олимпийская сборная Палестинской национальной администрации (ПНА) / частично признанного Государства Палестина приняла участие в летних Олимпийских играх 2012 года, отправив в Лондон пятерых спортсменов в трёх видах спорта: дзюдо, лёгкой атлетике и плавании.

## Дзюдо
| Спортсмен       | Соревнование | 1/16 финала                          | 1/8 финала           | Четвертьфинал        | Полуфинал            | Финал                | Место                |
| --------------- | ------------ | ------------------------------------ | -------------------- | -------------------- | -------------------- | -------------------- | -------------------- |
| Махер Абу Рмила | 73 кг        | Дирк ван Тишель (BEL) Пор. 0000-0100 | Завершил выступление | Завершил выступление | Завершил выступление | Завершил выступление | Завершил выступление |

## Лёгкая атлетика
Мужчины
| Спортсмен      | Соревнование | Первый раунд | Первый раунд | Первый раунд | Полуфинал | Полуфинал | Полуфинал | Финал | Финал | Место |
| Спортсмен      | Соревнование | Забег        | Время        | Место        | Забег     | Время     | Место     | Время | Место | Место |
| -------------- | ------------ | ------------ | ------------ | ------------ | --------- | --------- | --------- | ----- | ----- | ----- |
| Баха аль-Фарра | 400 м        |              |              |              |           |           |           |       |       |       |

Женщины
| Спортсмен     | Соревнование | Первый раунд | Первый раунд | Первый раунд | Полуфинал | Полуфинал | Полуфинал | Финал | Финал | Место |
| Спортсмен     | Соревнование | Забег        | Время        | Место        | Забег     | Время     | Место     | Время | Место | Место |
| ------------- | ------------ | ------------ | ------------ | ------------ | --------- | --------- | --------- | ----- | ----- | ----- |
| Воруд Савалха | 800 м        |              |              |              |           |           |           |       |       |       |

## Плавание
Мужчины
| Спортсмен     | Соревнование              | Предварительный заплыв | Предварительный заплыв | Полуфинал | Полуфинал | Финал | Финал |
| Спортсмен     | Соревнование              | Время                  | Место                  | Время     | Место     | Время | Место |
| ------------- | ------------------------- | ---------------------- | ---------------------- | --------- | --------- | ----- | ----- |
| Ахмед Гебрель | 400 метров вольным стилем |                        |                        |           |           |       |       |

Женщины
| Спортсменка  | Соревнование             | Предварительный заплыв | Предварительный заплыв | Полуфинал | Полуфинал | Финал | Финал |
| Спортсменка  | Соревнование             | Время                  | Место                  | Время     | Место     | Время | Место |
| ------------ | ------------------------ | ---------------------- | ---------------------- | --------- | --------- | ----- | ----- |
| Сабин Хазбун | 50 метров вольным стилем |                        |                        |           |           |       |       |